# Ben Testerman
Ben Testerman (Knoxville, 2 febbraio 1962) è un ex tennista statunitense.

## Carriera
Si fa notare già a livello giovanile, durante il Roland Garros 1979 raggiunge la finale del singolare ragazzi mentre l'anno successivo avanza fino alle semifinali di Wimbledon.
Tra i professionisti raggiunge la sua prima finale nel 1983 a Monterrey dove si arrende dopo tre set al connazionale Sammy Giammalva. Durante gli Australian Open 1984 avanza fino alle semifinali, eliminando tra gli altri Boris Becker nei quarti di finale. Non riesce tuttavia ad accedere alla finale venendo eliminato da Kevin Curren al quinto set, dopo aver vinto i primi due.
Nel doppio maschile ha vinto un titolo, a Linvingston, su quattro finali raggiunte. Negli Slam ha raggiunto come risultato migliore i quarti di finale agli US Open 1984 in coppia con Scott Davis.

## Statistiche

### Singolare

#### Finali perse (1)
| Numero | Data         | Torneo                          | Superficie | Avversario in finale | Punteggio     |
| 1.     | 5 marzo 1983 | Monterrey Grand Prix, Monterrey | Sintetico  | Sammy Giammalva      | 4–6, 6–3, 3–6 |

### Doppio

#### Vittorie (1)
| Numero | Data          | Torneo                      | Superficie | Compagno    | Avversari in finale           | Punteggio |
| 1.     | 6 agosto 1984 | Livingston Open, Livingston | Cemento    | Scott Davis | Paul Annacone Glenn Michibata | 6–4, 6–4  |

### Doppio

#### Finali perse (3)
| Numero | Data            | Torneo                           | Superficie | Compagno     | Avversari in finale        | Punteggio     |
| 1.     | 2 marzo 1985    | Houston Shootout, Houston        | Sintetico  | Hank Pfister | Peter Fleming John McEnroe | 3–6, 2–6      |
| 2.     | 18 agosto 1985  | ATP Cleveland, Cleveland         | Cemento    | Hank Pfister | Leo Palin Olli Rahnasto    | 3–6, 7–6, 6–7 |
| 3.     | 13 ottobre 1985 | Brisbane International, Brisbane | Sintetico  | Bud Schultz  | Marty Davis Brad Drewett   | 2–6, 2–6      |